# Carolina Píparo
Carolina Rosana Píparo (La Plata, Argentina; 12 de septiembre de 1976)es una trabajadora social y política argentina que actualmente ocupa el cargo de diputada nacional por la provincia de Buenos Aires por el bloque La Libertad Avanza. Además, fue diputada provincial por Cambiemos y ocupó el cargo de secretaria de Asistencia a la Víctima y Políticas de Género de la Municipalidad de La Plata.

## Biografía
Carolina Píparo nació en 1976 en La Plata y vivió varios años en Olavarría. Su padre fue un ingeniero que trabajó para Loma Negra, cementera olavarriense, y por su cargo Píparo vivió en varias partes de Argentina a lo largo de su vida. Se graduó de trabajadora social en la Universidad del Salvador, y trabajó como empleada del Ministerio de Justicia y Seguridad de la Provincia de Buenos Aires.

### Asalto en el banco Santander Río
El 29 de julio de 2010,  a los 33 años estando embarazada, fue noticia tras un asalto dentro de un banco en el cual recibió un disparo en la panza y perdió el bebé. Por este caso la justicia decidió que el fallecimiento de su hijo también era parte de un homicidio y no de un aborto inducido. A raíz de este caso los bancos de todo el país implementaron mayores medidas de seguridad. El 13 de mayo de 2013, los 5 acusados  fueron condenados a pena de prisión perpetua por intento de homicidio criminis causa en su perjuicio, homicidio criminis causa por la muerte de su bebé Isidro y robo calificado por uso de arma de fuego.

### Atropello a motociclistas
El 1 de enero de 2021, Píparo dijo haber sido víctima de otro asalto aunque, según su relato, le fueron sustraídos su cartera y teléfono celular a punta de arma de fuego. Tras este hecho, su marido Juan atropelló a dos motociclistas. Por este hecho, la fiscal María Eugenia Di Lorenzo acusa a Buzali de haber intentado matar a dos motoristas a los que atropelló a los que arrastró 300 metros bajo las ruedas a máxima velocidad. En tanto, la Agencia Nacional de Seguridad Vial (ANSV) pidió la inhabilitación y suspensión de su licencia de conducir. 
Tras atropellar a los jóvenes se intentó dar a la fuga.Iniciada la investigación Fiscal desmintió a Píparo y Buzali y aseguró que "nunca llamaron al 911", la fiscal Di Lorenzo citó a Píparo y su hermano, tras la detención de su esposo, Juan Ignacio Buzali. Reveló que la legisladora de Juntos por el Cambio y su marido mintieron en sus testimonios.
Un par de horas después del hecho, declaró que había llamado al 911 y que supuestamente había sido emboscada Sin embargo, las pruebas colectadas por la justicia contradicen todo lo declarado por la funcionaria, por lo cual los abogados de los jóvenes atropellados anunciaron que pedirían su imputación por falso testimonio e incumplimiento de los deberes de funcionario público.
El 12 de febrero de 2021, la jueza penal de La Plata Marcela Garmendia avaló la prisión preventiva para Juan Ignacio Buzali tras haber sido imputado por doble homicidio en grado de tentativa. El 26 de abril de 2021, el acusado recibió el beneficio de prisión domiciliaria.
Tras embestir llegó la policía municipal pero los policías no le realizaron el control de alcoholemia al marido de Píparo denunciándose las conexiones de la diputada con el Gobierno Municipal de su mismo partido político, a tal punto que el secretario de Seguridad Municipal se apersonó en el lugar para conversar con Píparo.
En junio de 2021, Píparo fue acusada de intento de soborno a una de las víctimas del atropello automovilístico perpetrado por su marido. El denunciante en cuestión, un menor de 17 años, declaró que fue llevado por su abogado a un encuentro a escondidas en una casa quinta donde Píparo le ofreció 2000 pesos argentinos, un celular y un par de zapatillas a cambio de silencio. Píparo primero negó el hecho pero, tras difundirse los mensajes, reconoció haberle ofrecido estos bienes materiales al joven "por pura generosidad".

### Elecciones legislativas de 2021
El 22 de julio de 2021, anunció que participaría en las elecciones legislativas 2021, siendo electa como diputada nacional por la provincia de Buenos Aires junto a José Luis Espert en la lista de Avanza Libertad.
El 29 de marzo de 2023, anunció que abandonaba el bloque Avanza Libertad “por visiones políticas incompatibles que se fueron suscitando en el último tiempo” (debido a las intenciones de Espert de que el frente forme parte de Juntos por el Cambio) y conformaba un monobloque que se denominará Buenos Aires Libre.

### Elecciones generales 2023
Disputó la Gobernación de la provincia de Buenos Aires como candidata de La Libertad Avanza. Quedó en tercer puesto.

### Etapa 2023-2025
Tras la victoria de Javier Milei, Píparo mantuvo su rol como diputada en el Congreso de la Nación Argentina, siguiendo al frente del bloque Buenos Aires Libre. En el marco del debate por la sanción de la Ley de Bases y Puntos de Partida para la Libertad de los Argentinos, la diputada nacional marco sus diferencias con el gobierno al votar en contra de uno de los incisos de la polémica ley; frente a este escenario, el gobierno nacional la declaró una traidora. Tras este episodio, la diputada se posicionó en un rol de opositora y crítica hacía las políticas del gobierno. Acusó al liberalismo de realizar prácticas fascistas y de ser un enjambre de violentos .Por otro lado, fue muy crítica a las políticas del ministro de economía Luis Caputo, voto en contra de la derogación de las jubilaciones de privilegio de los expresidentes y fue una de las diputadas que permitió la derogación del DNU 256/2024 que le asignaba $100.000 millones de fondos reservados a la Secretaría de Inteligencia de Estado.
Finalmente, tras meses de críticas y oposición, Píparo, junto a su aliada Lorena Macyszyn, ingresaron al bloque de La Libertad Avanza. El retorno al bloque se produjo gracias a negociaciones con la secretaria de la presidencia, Karina Milei, con la intención de fortalecer la capacidad legislativa del gobierno. 

## Historial electoral
|  | 39,60 % |

|  | 7,5 % |

|  | 23,76 % |

|  | 24,59 % |